# Senta Feira de Garait
|  | Per a altres significats, vegeu «Sent Afeiran la Montanha». |

Sent Afeiran (en francès Sainte-Feyre) és una localitat i comuna francesa, a la regió de la Nova Aquitània, departament de la Cruesa. La seva població al cens de 1999 era de 2.250 habitants. Està integrada a la Communauté de communes de Guéret-Saint-Vaury.

## Demografia
| 1968  | 1975  | 1982  | 1990  | 1999  |
| ----- | ----- | ----- | ----- | ----- |
| 1.457 | 1.547 | 1.889 | 2.250 | 2.250 |

## Administració
| Període   | Identitat      | Partit |
| --------- | -------------- | ------ |
| 1953-1971 | Adrien Janot   |        |
| 1971-1977 | Gustave Parot  |        |
| 1977-2001 | Henry Goumy    | PS     |
| 2001-2008 | Alain Gaspard  |        |
| 2008-     | Michel Villard |        |

## Agermanaments
- Kintzheim